# 民主中道連合
民主中道連合（みんしゅちゅうどうれんごう、Unión de Centro Democrático、UCD）は、スペインでかつて存在した政党である。当初政党連合として結成され、後に政党となった。

## 結党
フランコ独裁政権崩壊後の民主化移行期の1977年5月に、当時の首相アドルフォ・スアレスの与党として結成された政党連合。以下の政党によって結成された。
- キリスト教民主党（Partido Demócrata Cristiano、PDC）[7]
- 民衆党（Partido Popular、PPCD）[8]
- 独立社会民主党（Partido Socialdemócrata Independiente、PSI) [9]
- アンダルシア自由社会党（Partido Social Liberal Andaluz、PSLA）[10]
- 民主社会党（Partido Social Demócrata de España、PSD）[11]
- 自由進歩主義党（Partido Progresista Liberal、PPL）[12]
- 自由民主主義政党連盟（Federación de Partidos Demócratas y Liberales、FPDL）[13]
- 自由党（Partido Liberal、PL）[14]
- 社会民主連盟（Federación Social Demócrata、FSD）[15]
- 独立ガリシア党（Partido Gallego Independiente、PGI）[16]
- カナリア連合（Unión Canaria、UC）[17]
- スペイン社会民主連合（Unión Social Demócrata Española、USDE）[18]
- ムルシア民主連合（Unión Demócrata de Murcia、UDM）[19]
- エストゥレマドゥーラ地域行動（Acción Regional Extremeña、AREX）[20]
- 国民民主党（Partido Demócrata Popular、PDP）[21]
- ナバーラ社会民主党[22]（Partido Social Demócrata Foral）

民主中道連合はアドルフォ･スアレスを代表としたが、その内実はキリスト教民主主義、自由主義、社会民主主義、地域主義あるいは独立主義から、フランコ体制側にいたものなど様々なイデオロギーの寄せ集めであった。1977年8月4日に政党連合から政党に移行した。

## 概要
1977年の総選挙では、第一党の地位を確保するも、下院で過半数が取れなかった。なお、この1977年総選挙時点では、民主中道連合は政党登録はせず、同年8月15日に登録している。このことからも、この時点では民主中道連合が政党の形態を有しておらず、即席のスアレスの応援団であったことがわかる。
憲法制定後の1979年に行われた総選挙でも、過半数を下回るも第一党の地位を確保した。しかし、1981年1月にスアレスが辞任し、党首の座にレオポルド・カルボ＝ソテーロが就任すると、民主中道連合の凋落は明らかとなり、内部崩壊が進行したまま臨んだ1982年の総選挙では、民主中道連合は歴史的な大敗を喫し、政権与党の座を社会労働党へと譲り渡した。総選挙の大敗を受けて、民主中道連合は解散した。

## 選挙結果
- スペイン議会総選挙

| 年     | 獲得票    | 得票率 | 候補者                         | 下院 | 上院 |
| ------ | --------- | ------ | ------------------------------ | ---- | ---- |
| 1977年 | 6,310,391 | 34.44  | アドルフォ･スアレス            | 166  | 106  |
| 1979年 | 6,268,593 | 34.84  | アドルフォ･スアレス            | 168  | 118  |
| 1982年 | 1,425,093 | 6.77   | ランデリーノ・ラビージャ（es） | 11   | 4    |

- 自治州議会選挙

| 選挙                                   | 獲得票  | 得票率 | 候補者                                 | 獲得議席（定数） |
| -------------------------------------- | ------- | ------ | -------------------------------------- | ---------------- |
| 1979年ナバーラ自治州議会選挙（es）     | 68,040  | 26.80  | ハイメ・イグナシオ・デル・ブルゴ（es） | 20（70）         |
| 1980年バスク自治州議会選挙（es）       | 78,095  | 8.52   | ヘスス・マリーア・ビアーナ（es）       | 6（60）          |
| 1980年カタルーニャ自治州議会選挙（es） | 287,610 | 10.68  | アントン・カニェージャス（es）         | 18（135）        |
| 1981年ガリシア自治州議会選挙           | 274,191 | 27.80  | ホセ・キローガ（es）                   | 24（71）         |
| 1982年アンダルシア自治州議会選挙（es） | 371,154 | 13.07  | ルイス・メリーノ・バジョーナ（es）     | 15（109）        |

- 自治体選挙

| 選挙                   | 獲得票 | 得票率 | 候補者 | 議席   |
| ---------------------- | ------ | ------ | ------ | ------ |
| 1979年自治体選挙（es） |        | 31.37  | N/A    | 29,619 |